# Granville Tailer Woods
Granville Tailer Woods (23 d'abril de 1856,  Columbus, Ohio, EUA - 30 de gener de 1910, Nova York,  Nova York, EUA) va ser un inventor afroamericà amb més de 50 patents. També és el primer nord-americà d'ascendència africana en ser enginyer mecànic i elèctric després de la Guerra Civil Americana. De formació autodidacta, va concentrar la major part del seu treball en els trens i tramvies. Un dels seus invents notables va ser el «Multiplex Railway Telegraph» patent reclamada més tard per Edison, un dispositiu que envia missatges entre les estacions de tren i els trens en moviment. El seu treball va assegurar un sistema més segur i millor transport públic per a les ciutats dels Estats Units, i de la resta del món.

## Invents
Woods va inventar i patentar la construcció d'un tipus de túnel per al sistema ferroviari elèctric, i va ser anomenat per alguns com el "Black Edison".
El 1885, Woods va patentar un aparell que era una combinació d'un telèfon i un telègraf. El dispositiu, que va anomenar "telegraphony", permetia a una estació de telègraf enviar missatges de veu i telègraf a través d'un sol fil. Va vendre els drets sobre aquest dispositiu a la American Bell Telephone Company. El 1887, va patentar el Multiplex Railway Telegraph que permetia comunicacions entre estacions de trens de trens en moviment, tecnologia pionera difosa per Lucius Phelps el 1884.
Hi ha hagut qui ha atribuït a Woods la invenció del tercer carril elèctric; no obstant això, ja hi havia molts sistemes ferroviaris emprant-lo tant a Europa com a Amèrica del Nord en el moment que Woods va presentar la seva patent el 1901. Thomas Edison havia obtingut una patent per al tercer carril. gairebé dues dècades abans, el 1882.
De vegades, també s'acreditat a Woods la invenció del fre d'aire per als trens el 1904, però George Westinghouse va patentar el fre d'aire gairebé 40 anys abans.